# Muscle obturateur interne
Pour les articles homonymes, voir Obturateur.

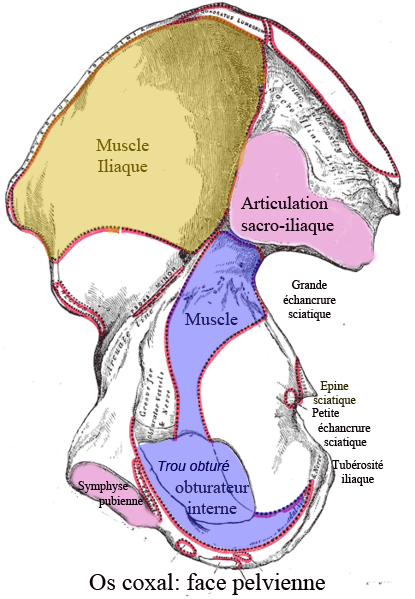
Insertion (en bleu) du muscle obturateur interne sur l'os coxal.

Le muscle obturateur interne est un muscle pair du membre inférieur.
Il fait partie des muscles fessiers profonds et des muscles pelvi-trochantériens.

## Description
Le muscle obturateur interne est un muscle aplati reliant l'os coxal au fémur par des fibres convergentes.

## Origine
Le muscle obturateur interne se fixe la face pelvienne de l'os coxal, autour du foramen obturé :
- au-dessus du foramen obturé, jusqu'à la ligne arquée de l'ilion,
- en dessous, sur la lèvre interne du bord inférieur de la branche ischio-publienne, depuis l’attache de la membrane obturatrice jusqu'à celle du ligament sacro-tubéral,
- en avant, à la face interne du corps du pubis.
- en arrière, sur la face interne de l’ischium.

Il s’attache aussi a la face interne de la membrane obturatrice et au ligament sacro-tubéral.

## Trajet
Le muscle obturateur interne a un corps musculaire triangulaire à base médiale et antérieure. Ses fibres se dirigent d'abord obliquement en arrière et latéralement, puis se réfléchissent à angle droit, en passant dans le petit foramen ischiatique, appuyé sur la petite incisure ischiatique sur le bord postérieur de l'ischium dont il est séparé par une bourse séreuse : la bourse ischiatique du muscle obturateur interne. Il est ensuite transversal et passe en arrière de l'articulation coxale, pour se terminer par un tendon dirigé latéralement et en avant.

## Terminaison
Le tendon terminal du muscle obturateur interne se termine sur la face médiale du grand trochanter juste sous la terminaison du muscle piriforme, dans la fosse trochantérienne.

## Innervation
Le muscle obturateur interne est innervé par le nerf du muscle obturateur interne qui innerve également le muscle jumeau supérieur, branche collatérale du plexus sacral (issu de L4-L5-S1).

## Anatomie fonctionnelle
Le muscle obturateur interne est rotateur latéral de la cuisse par rapport au bassin et abducteur accessoire.
C'est un muscle rétroverseur du bassin quand la jambe est fixe et un muscle rotateur externe abducteur de la cuisse quand le bassin est fixe.

## Galerie

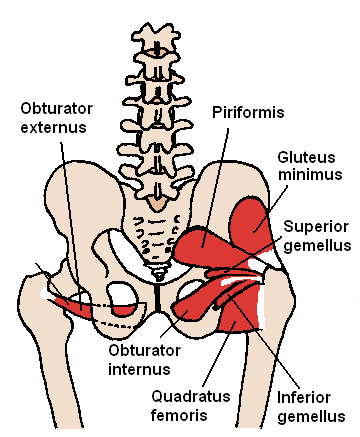
Muscles du bassin
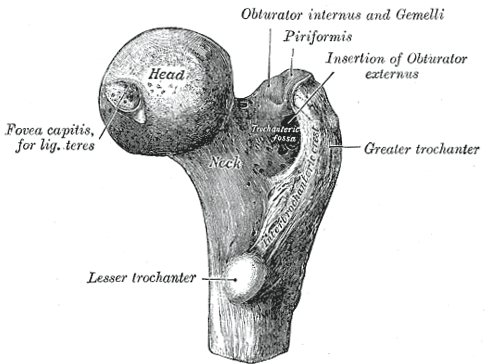
Insertion de l'obturateur interne sur le fémur
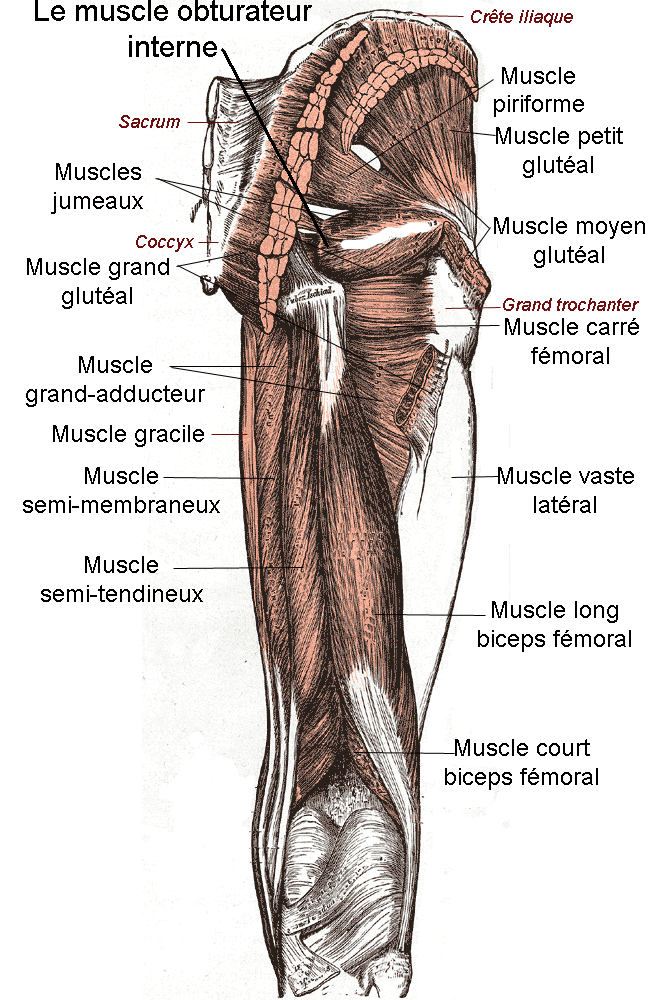
Face postérieure de la cuisse